# Lukoil
Lukoil (kratica LUK) - ruska naftna tvrtka.
Jedna je od najvećih međunarodnih okomito integriranih tvrtki za proizvodnju nafte i zemnog plina. Osnovne grane djelatnosti su: istraživanje i vađenje nafte i plina, prerada nafte i plasman naftnih derivata. Djelatnost tvrtke prostire se na više od 40 država. Po rezultatima iz 2008. godine dionice tvrtke zauzimaju 2. mjesto, među stranim tvrtkama, po obujmu trgovine na Londonskoj burzi. Prema potvrđenim rezervama ugljikovodičnih goriva Lukoil je 2. po veličini privatna naftna tvrtka u svijetu. Posjeduje oko 1,3% globalnih rezervi nafte kao i 2,3% globalne proizvodnje nafte. Ujedno zauzima dominantan položaj u ruskom energetskom sektoru s preradom gotovo 19% ukupne proizvodnje nafte.
Državni naftni koncern "LangepasUrajKogalimneft" (otud potječe kratica LUK) osnovan je 25. studenog 1991. godine temeljem odluke Vijeća ministara SSSR-a. Uz tri poduzeća, koja se bave proizvodnjom nafte (Langepasnegtegaz, Urajneftegaz i Kogalimnetegaz) ujedinjena su i poduzeća za preradu nafte u Permu, Volgogradu i Novoufimsku.
Dioničko društvo otvorenog tipa Lukoil osnovano je odlukom vlade Ruske Federacije 5. travnja 1993. godine. Lukoil se bavi istraživanjem, vađenjem i preradom nafte i plina, proizvodnjom i distribucijom naftnih derivata, petrokemijskih proizvoda i motornih ulja. Djeluje u Ruskoj Federaciji, državama bivšeg Sovjetskog Saveza, u Europi, Aziji, Africi, Sjevernoj i Južnoj Americi.
Od 2008. godine tvrtka se bavi proizvodnjom i distribucijom električne i toplinske energije u Rusiji, Ukrajini, Rumunjskoj i Bugarskoj.
Djeluje i u Hrvatskoj i u vlasništvu je 12 benzinskih postaja te terminala za gorivo u Vukovaru.